# Mazar-e Sharif International Airport
Mazar-e Sharif International Airport (Perzisch: میدان هوائی مزار شریف) (IATA: MZR, ICAO: OAMS), officieel Mawlānā Jalāl ad-Dīn Muhammad Balkhī International Airport, is een vliegveld 9 kilometer ten oosten van Mazar-i-Sharif
in het noorden van Afghanistan. Op het vliegveld is één landingsbaan, geschikt voor vliegtuigen als de Boeing 747, de Boeing C-17 Globemaster III en de Antonov An-225. Het vliegveld heeft faciliteiten voor wel 1.000 passagiers. Hiermee is het een van de grootste vliegvelden van het land.
Het vliegveld is oorspronkelijk gebouwd door ingenieurs uit de Sovjet-Unie in de jaren '50 om de Afghaanse populatie in het noorden van het land te bedienen. Recentelijk is er op het vliegveld een nieuwe terminal van 60 miljoen gebouwd. De oude terminal wordt nu gebruikt voor binnenlandse vluchten.

## Geschiedenis
Mazar-i-Sharif Airport is gebouwd in de jaren '50 door de Sovjets tijdens de Koude Oorlog, toen zij net als de Verenigde Staten probeerden om hun invloed in het Midden-Oosten en Zuid-Azië te vergroten. In de jaren '60 en '70 arriveerden voor het eerst grote aantallen toeristen op het vliegveld om historische plaatsen in de stad te zien.
In de jaren '80 werd het vliegveld veel gebruikt door het leger van de Sovjet-Unie die dagelijks vluchten liet landen om verschillende doelen in de door de Moedjahedien bezette gebieden aan te vallen. Het was ook een van de belangrijkste uitvalbasissen voor het inzetten van troepen van de naastgelegen Sovjet-Unie.

### NAVO: aanwezigheid en uitbreiding
Duitsland leidde de International Security Assistance Force in de regio Noord eind maart 2006. Het vliegveld was in gebruik voor personeel en vracht die werd gebruikt voor het verbeteren van de stabiliteit en vrede in het noorden van Afghanistan. Camp Marmal, een van de grootste bases in Afghanistan, werd in 2005 naast het vliegveld gebouwd. Het vliegveld diende voor al het ISAF-personeel, evenals het Amerikaanse en Afghaanse leger.
Op 30 juni 2014 eindigde de aanwezigheid van de F-16 Fighting Falcon van de Koninklijke Luchtmacht.

## Vliegmaatschappijen en bestemmingen
| Vliegmaatschappij        | Bestemmingen             |
| ------------------------ | ------------------------ |
| Afghan Jet International | Kaboel                   |
| Ariana Afghan Airlines   | Kaboel                   |
| Iran Aseman Airlines     | Mashhad, Teheran         |
| Kam Air                  | Kaboel, Mashhad, Teheran |
| Safi Airways             | Kaboel                   |
| Turkish Airlines         | Istanboel                |